# 早稲田大学国際学術院
早稲田大学国際学術院（わせだだいがくこくさいがくじゅついん）は、国際系の学部・大学院を運営・管理する早稲田大学の教員組織。早稲田大学に設置されている国際教養学部、早稲田大学大学院国際コミュニケーション研究科、アジア太平洋研究科、アジア太平洋研究センター、日本語教育研究科を構成する。

## 概要
早稲田大学国際学術院は、2004年9月に早稲田大学が、独立した機関として位置付けてきた学部・大学院研究科の一体的運営を目指し、系統ごとに学術院を設置したのに伴い発足した教員組織である。国際教養学部事務所、国際コミュニケーション研究科事務所、早稲田大学本部キャンパス11号館、アジア太平洋研究科、アジア太平洋研究センター、日本語教育研究科は早稲田大学早稲田キャンパス19号館に位置する。

## 組織
- 学部
  - 国際教養学部
- 大学院
  - 国際コミュニケーション研究科
  - アジア太平洋研究科
  - 日本語教育研究科
- 学術院所属附属機関
  - アジア太平洋研究センター